# Carnets du vertige
Carnets du vertige est un livre édité à partir de notes de Louis Lachenal, alpiniste français, premier vainqueur avec Maurice Herzog, en 1950, d'un sommet de plus de 8000 mètres : l'Annapurna. Cet ouvrage contient notamment un chapitre sur l'expédition française à l'Annapurna, le seul écrit par Lachenal lui-même, où il présente sa vision personnelle, souvent incisive et sans détours. Cette version originale fut tronquée dans la première publication du livre, en 1956.
En 1955 Lachenal meurt dans une crevasse de la Vallée Blanche en exerçant son métier de guide, alors que le manuscrit est prêt à partir à l'impression, cinq ans tout juste après l'expédition. En vertu d'un contrat d'exclusivité alors habituel, les membres s'étaient engagés à ne rien publier sur l'expédition pendant une durée de cinq ans. À sa mort, Maurice Herzog, tuteur de ses fils, récupère le manuscrit et le confie à Lucien Devies qui édulcore le texte et en confie la publication à Gérard Herzog, qui le cosigne sous le titre Carnets du vertige,. Il faudra attendre 1996 pour que Jean-Claude Lachenal, le fils de Louis, accepte enfin de transmettre la version originale du manuscrit, précieusement conservée, à l'éditeur Michel Guérin : les Carnets du vertige sont alors réédités, tels que livrés par leur auteur. La famille Herzog intente un procès aux éditions Guérin pour la publication de cet ouvrage.
Le caviardage de 1956 a poussé certains à crier à une censure contre une vérité dérangeante qui risquait d'ébranler le récit officiel. Les choses sont en réalité plus complexes et nuancées,. Un élément permet de remettre les choses dans leur contexte : si le manuscrit de Lachenal contenait des vérités cachées, comment expliquer qu'Herzog l'ait naïvement rendu au fils de celui-ci qui le fera publier en 1996 ?[non neutre] D'autres pistes sont également à explorer : les contradictions entre le Journal d'expédition de Lachenal, écrit sur place en 1950, et ses Commentaires, six pages rédigées cinq ans plus tard dans un état d'esprit différent. 
Sur certains points, Lachenal a donné plusieurs versions différentes dans les cinq années qui suivirent l'Annapurna, concernant l'épisode des gelures, la marche d'approche, son état d'esprit etc. La version des Commentaires est la plus négative mais pas forcément la plus véridique. En caviardant ces Commentaires, Lucien Devies, qui avait l'habitude de retoucher les manuscrits des alpinistes avant de les confier aux maisons d'édition, a peut-être simplement agi dans un souci de cohérence. Peut-être aussi a-t-il choisi la version qui correspondait le mieux à l’image qu’il voulait donner de l’expédition, ce qui serait certes moins honorable. La question n’est pas tranchée et ne le sera sans doute jamais.